# 井伊岳夫
井伊 岳夫（いい たけお、1969年6月5日 - ）は、彦根市職員、彦根城博物館館長。旧彦根藩主井伊家第18代当主。先代当主直豪の長女の夫（婿養子）に当たる。
井伊家の当主としては、本名ではなく井伊 直岳（いい なおたけ）と名乗っている。旧姓は羽中田（はなかた）。

## 来歴
三重県桑名市出身。
1988年三重県立桑名高等学校理数科卒業。1992年京都大学文学部（史学科国史学専攻）卒業。京都大学大学院文学研究科博士後期課程単位取得退学後、彦根市教育委員会事務局市史編纂室に勤務（主任級職員）。
2000年1月、井伊家第17代当主・直豪の長女・井伊裕子（いい ひろこ、1968年 - ）と結婚。7ヶ月後に直豪が死去したため、当主を継ぐ。
2008年5月23日、彦根城博物館の館長に38歳という異例の若さで抜擢された。理由は井伊家の当主であり、井伊家自体が彦根市の文化財であるとされた。

## 人物
- 座右の銘は「我以外皆わが師」[3]。
- 趣味は読書、収集。
- 妻・裕子は彦根城博物館協議会委員[4]。妻の祖母は歌人・随筆家の井伊文子[2]。